# Gonzalo Canale
Gonzalo Javier Canale (Córdoba, 11 de noviembre de 1982) es un jugador italiano de rugby nacido en Argentina que se desempeña como centro.

## Carrera
Canale se formó deportivamente en Argentina, donde jugó para el Club La Tablada entre los 10 y los 18 años. Canale más tarde se trasladó a Italia, y siguió representando a este país en las categorías inferiores de menores de 19 y de 21 años a principio de su carrera. Hizo su debut con la absoluta de Italia en 2003 contra Escocia, a los 20 años. Entonces fue incluido en el equipo italiano para la Copa del Mundo de Rugby de 2003.
Debido a una lesión Canale se perdió los dos primeros partidos del Seis Naciones de 2004, pero volvió para tener un papel trascendente en la victoria sobre Escocia. Durante el posterior verano hizo una gira por Rumanía y Japón, logrando su primer ensayo para Italia en la gira. Jugó en la Heineken Cup para el Treviso también, incluyendo lograr un ensayo contra Bath. Dejó Treviso, y firmó con el club francés ASM Clermont.
En el Torneo de las Seis Naciones 2013, Canale fue sustituto en el primer partido, y entró por Tommaso Benvenuti en el minuto 72. Fue titular en los otros cuatro partidos, siendo sustituido en el tercer partido contra Gales por Garcia en el minuto 64.

## Selección nacional
En total jugó 86 partidos para la Azzurri y marcó 35 puntos, productos de siete tries.

### Participaciones en Copas del Mundo
| Mundial                       | Sede      | Resultado      | PJ | Tries |
| ----------------------------- | --------- | -------------- | -- | ----- |
| Copa Mundial de Rugby de 2003 | Australia | Fase de grupos | 4  | 0     |
| Copa Mundial de Rugby de 2007 | Francia   | Fase de grupos | 3  | 0     |